# ニッパーズ

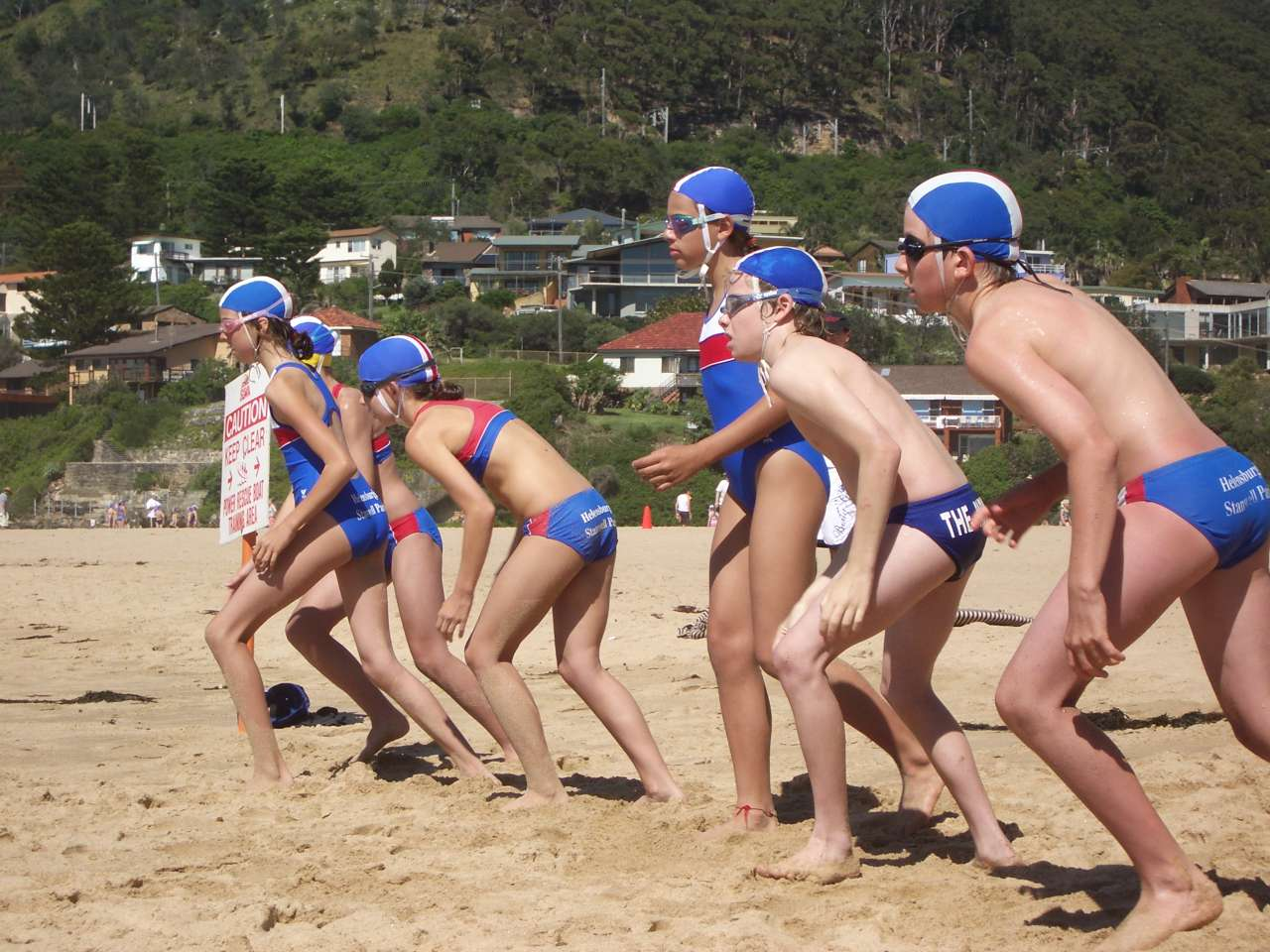
所属するサーフ・ライフセービング・クラブのユニフォームで競技に挑むU-12カテゴリのニッパーズ。オーストラリア ウロンゴン近郊のスタンウェル・パークにて。

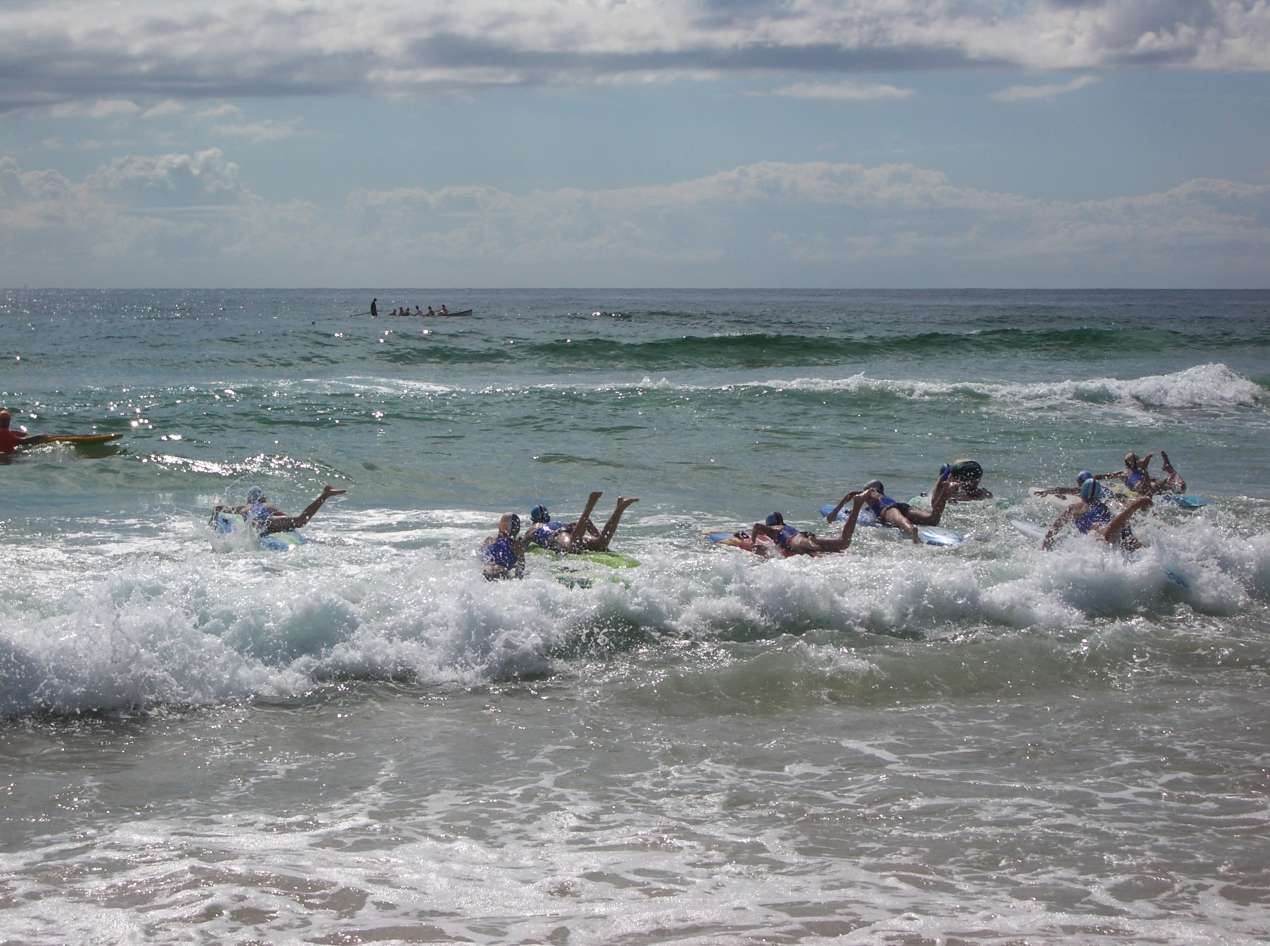
ニッパーズのボード・レース

ライフセービング活動におけるニッパーズ（英：Nippers）とは7歳から13歳までの幼いライフセーバーのことである。年長のライフセーバーと違い、彼らの多くは浜辺のパトロールには従事しない。ニッパーズの活動目的は、水辺に対する安全意識の向上と水に親しむことである。
ニッパーズは海岸での安全、たとえば危険な岩場や生物（例ヒョウモンダコ）、離岸流や砂州や波といった海の状態について学ぶ。ある一定の年齢になれば基本的な応急処置や、心肺蘇生法も学ぶことができる。
ニッパーズは所属するライフセービング・クラブによってU-10（10歳以下のグループ）、U-12（12歳以下）、U-14（14歳以下）などと分けられており、U-14だけがビーチをパトロールしたり、年長者と共に競技会に参加することが許されている。
年長者と同じく、ニッパーズもスポーツカーニバルなどで他のライフセービング・クラブと対抗で競技する。ニッパーズはビーチ・スプリント（海辺の短距離走）、ビーチ・フラッグス、競泳、ボードレース、リレー、マーチ・ポスト（オーストラリアで発案された救命ロープ用具であるサーフ・リールを12人で抱えて行進する競技）といった種目で、個人および団体競技に参加することができる。年長者と異なり、ニッパーズはサーフ・スキーとサーフ・ボートのレースには参加できない。また彼らが使用するサーフボードは、年長者に比べて短い。8歳以下のニッパーズは競技に参加できない。
7歳以下のメンバーを抱えるクラブもあり、7歳以下は「タイニー・トッツ（Tiny Tots）」と呼ばれ、競技に参加せず、応急処置や海に関する知識も学ばない。タイニー・トッツの活動はゲームや、浅い所で歩いたり手足をばしゃばしゃさせる程度である。
ニッパーズを卒業すると、通常ユース(Youth)に進む。ユースは概ね13歳から23歳頃までを対象に、U-15（15歳以下）、U-17、U-19、U-23などのグループに区分されている。